# Bordtennis vid olympiska sommarspelen
Bordtennis har varit en olympisk sport sedan olympiska sommarspelen 1988, med singel- och dubbelmatcher för både herrar och damer. Tävlande från Kina har dominerat sporten, då de vunnit totalt 66 medaljer av 130 möjliga.
Beslutet att inkludera bordtennis på det olympiska programmet togs 1981 vid IOK:s sammanträde i Baden-Baden.

## Grenar
1992 (endast), delades två bronsmedaljer ut i varje gren. Vid sommarspelen 2008 ersattes dubbeltävlingarna med lagtävlingar och 2020 infördes mixeddubbel.
| Olympiska spel | 1988 | 1992 | 1996 | 2000 | 2004 | 2008 | 2012 | 2016 | 2020 | 2024 |
| -------------- | ---- | ---- | ---- | ---- | ---- | ---- | ---- | ---- | ---- | ---- |
| Damsingel      | •    | •    | •    | •    | •    | •    | •    | •    | •    | •    |
| Damdubbel      | •    | •    | •    | •    | •    |      |      |      |      |      |
| Damer, lag     |      |      |      |      |      | •    | •    | •    | •    | •    |
| Herrsingel     | •    | •    | •    | •    | •    | •    | •    | •    | •    | •    |
| Herrdubbel     | •    | •    | •    | •    | •    |      |      |      |      |      |
| Herrar, lag    |      |      |      |      |      | •    | •    | •    | •    | •    |
| Mixeddubbel    |      |      |      |      |      |      |      |      | •    | •    |
|                |      |      |      |      |      |      |      |      |      |      |
| Grenar         | 4    | 4    | 4    | 4    | 4    | 4    | 4    | 4    | 5    | 5    |

## Medaljtabell
| Nr                   | Nation               | Guld | Silver | Brons | Totalt |
| -------------------- | -------------------- | ---- | ------ | ----- | ------ |
| 1                    | Kina                 | 37   | 21     | 8     | 66     |
| 2                    | Sydkorea             | 3    | 3      | 14    | 20     |
| 3                    | Japan                | 1    | 4      | 5     | 10     |
| 4                    | Sverige              | 1    | 3      | 1     | 5      |
| 5                    | Tyskland             | 0    | 4      | 5     | 9      |
| 6                    | Nordkorea            | 0    | 2      | 3     | 5      |
| 7                    | Frankrike            | 0    | 1      | 3     | 4      |
| 8                    | Singapore            | 0    | 1      | 2     | 3      |
| 8                    | Kinesiska Taipei     | 0    | 1      | 2     | 3      |
| 10                   | Hongkong             | 0    | 1      | 1     | 2      |
| 10                   | Jugoslavien          | 0    | 1      | 1     | 2      |
| 12                   | Danmark              | 0    | 0      | 1     | 1      |
| Totalt (12 nationer) | Totalt (12 nationer) | 42   | 42     | 46    | 130    |